# Panamerikanische Spiele 1967/Tennis
Die Tenniswettbewerbe der V. Panamerikanischen Spiele 1967 wurden vom 24. bis 31. Juli auf der Anlage des Winnipeg Canoe Club in Winnipeg ausgetragen. Es wurden bei Damen und Herren im Einzel und Doppel sowie im Mixedwettbewerb Medaillen vergeben.
Der Tennisverband von Puerto Rico zog seine Spieler vom Turnier zurück, weil seiner Forderung nach einer eigenständigen Mitgliedschaft im Internationalen Tennisverband nicht entsprochen wurde.

## Herren

### Einzel
| Platz | Land               | Spieler         |
| ----- | ------------------ | --------------- |
| 1     | Brasilien          | Thomaz Koch     |
| 2     | Vereinigte Staaten | Herb Fitzgibbon |
| 3     | Vereinigte Staaten | Arthur Ashe     |

### Doppel
| Platz | Land      | Spieler                           |
| ----- | --------- | --------------------------------- |
| 1     | Brasilien | Thomaz Koch José Edison Mandarino |
| 2     | Mexiko    | Marcelo Lara Joaquín Loyo Mayo    |
| 3     | Ecuador   | Francisco Guzmán Miguel Olvera    |

## Damen

### Einzel
| Platz | Land               | Spielerin      |
| ----- | ------------------ | -------------- |
| 1     | Mexiko             | Elena Subirats |
| 2     | Vereinigte Staaten | Patsy Rippy    |
| 3     | Vereinigte Staaten | Jane Albert    |

### Doppel
| Platz | Land               | Spielerinnen                         |
| ----- | ------------------ | ------------------------------------ |
| 1     | Vereinigte Staaten | Jane Albert Patsy Rippy              |
| 2     | Ecuador            | María Eugenia Guzmán Ana María Ycaza |
| 3     | Kanada             | Vicki Berner Faye Urban              |

## Mixed
| Platz | Land               | Spieler                               |
| ----- | ------------------ | ------------------------------------- |
| 1     | Vereinigte Staaten | Jane Albert Arthur Ashe               |
| 2     | Mexiko             | Elena Subirats Luis Augusto García    |
| 3     | Ecuador            | María Eugenia Guzmán Francisco Guzmán |

## Medaillenspiegel
| Platz | Land               | Gold | Silber | Bronze | Gesamt |
| ----- | ------------------ | ---- | ------ | ------ | ------ |
| 01    | Vereinigte Staaten | 2    | 2      | 2      | 6      |
| 02    | Brasilien          | 2    | —      | —      | 2      |
| 03    | Mexiko             | 1    | 2      | —      | 3      |
| 04    | Ecuador            | —    | 1      | 2      | 3      |
| 05    | Kanada             | —    | —      | 1      | 1      |